# Buzz (Ryanair)
Buzz  — польська чартерна авіакомпанія, заснована у 2018 році під назвою «Ryanair Sun». На ринку авіаліній офіційно з 23 квітня 2018 року. Є дочірньою компанією ірландської «Ryanair». 28 жовтня 2019 року «Ryanair Sun» зазнала ребрендинг на «Buzz»

## Флот

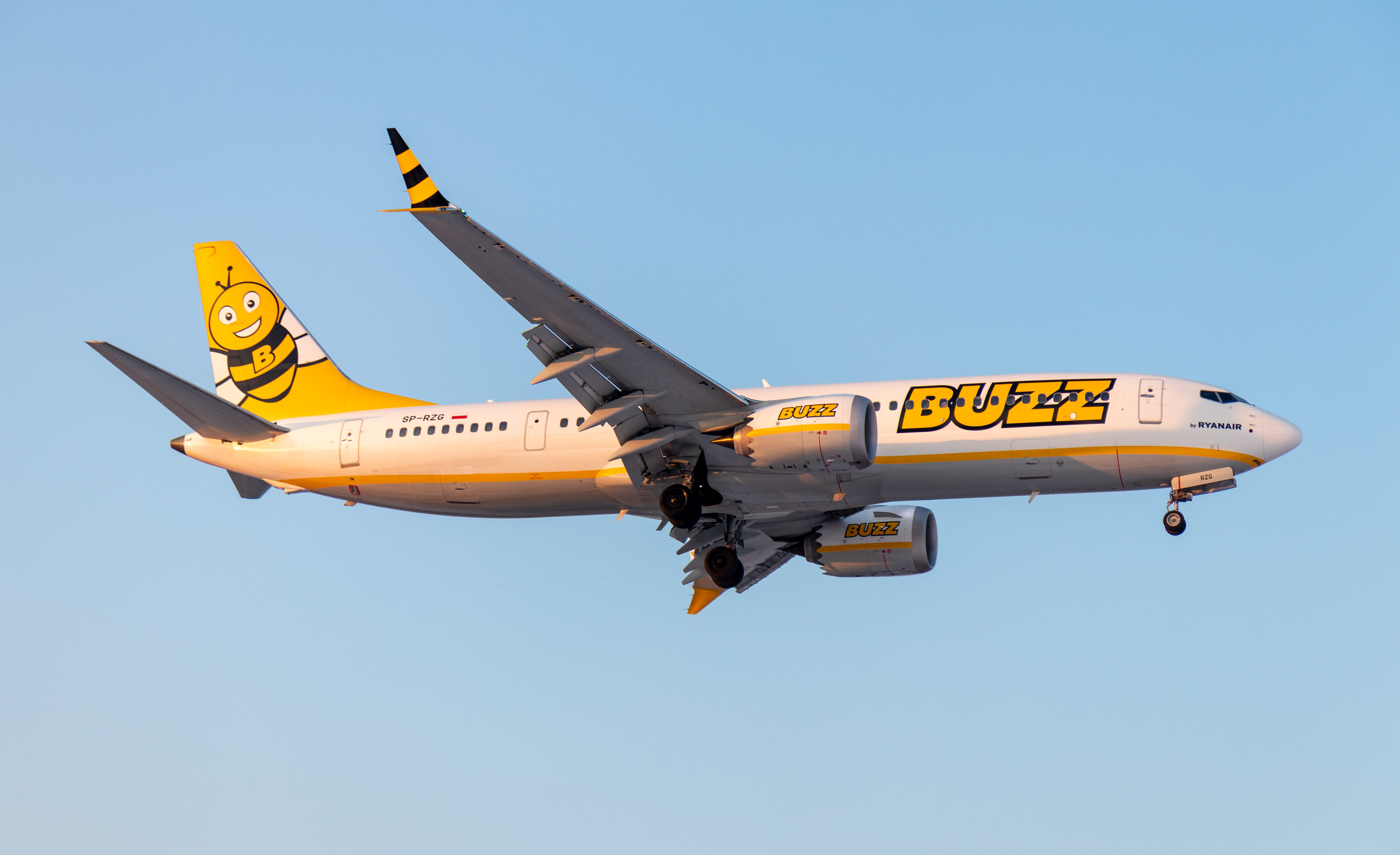
Buzz Boeing 737 MAX 8

Флот на грудень 2021 року:
| Тип                | В дії | Замовлено | Пасажирів | Примітки |
| ------------------ | ----- | --------- | --------- | -------- |
| Boeing 737-800     | 46    | 2         | 189       |          |
| Boeing 737 MAX 200 | 8     | 2         | 197       |          |
| Загалом            | 54    | 4         |           |          |